# 麥謝巧玲
麥謝巧玲，MH（1951年—），民建聯南區支部副主席，前任香港南區區議會華貴選區議員。她是聖文嘉中英文幼稚園（華貴邨）校長及香港教育學院幼師校友會主席。香港教育學院幼兒教育（榮譽）學士（現已正名為香港教育大學）、香港浸會大學社會科學（當代中國研究）碩士、菲律賓太歷國立大學博士。2015年，獲香港特區政府頒授榮譽勳章。

## 選舉經歷
1999年香港區議會選舉中，在華貴敗於獨立候選人洪天理。2003年香港區議會選舉中，敗於民主黨楊小壁。2007年香港區議會選舉中，擊敗洪天理及角逐連任的楊小壁，首次當選為華貴區議員。2011年香港區議會選舉及2015年香港區議會選舉中，兩度連任。2019年香港區議會選舉，麥被民主黨潘秉康擊敗。